# Bihlafinger Madonna

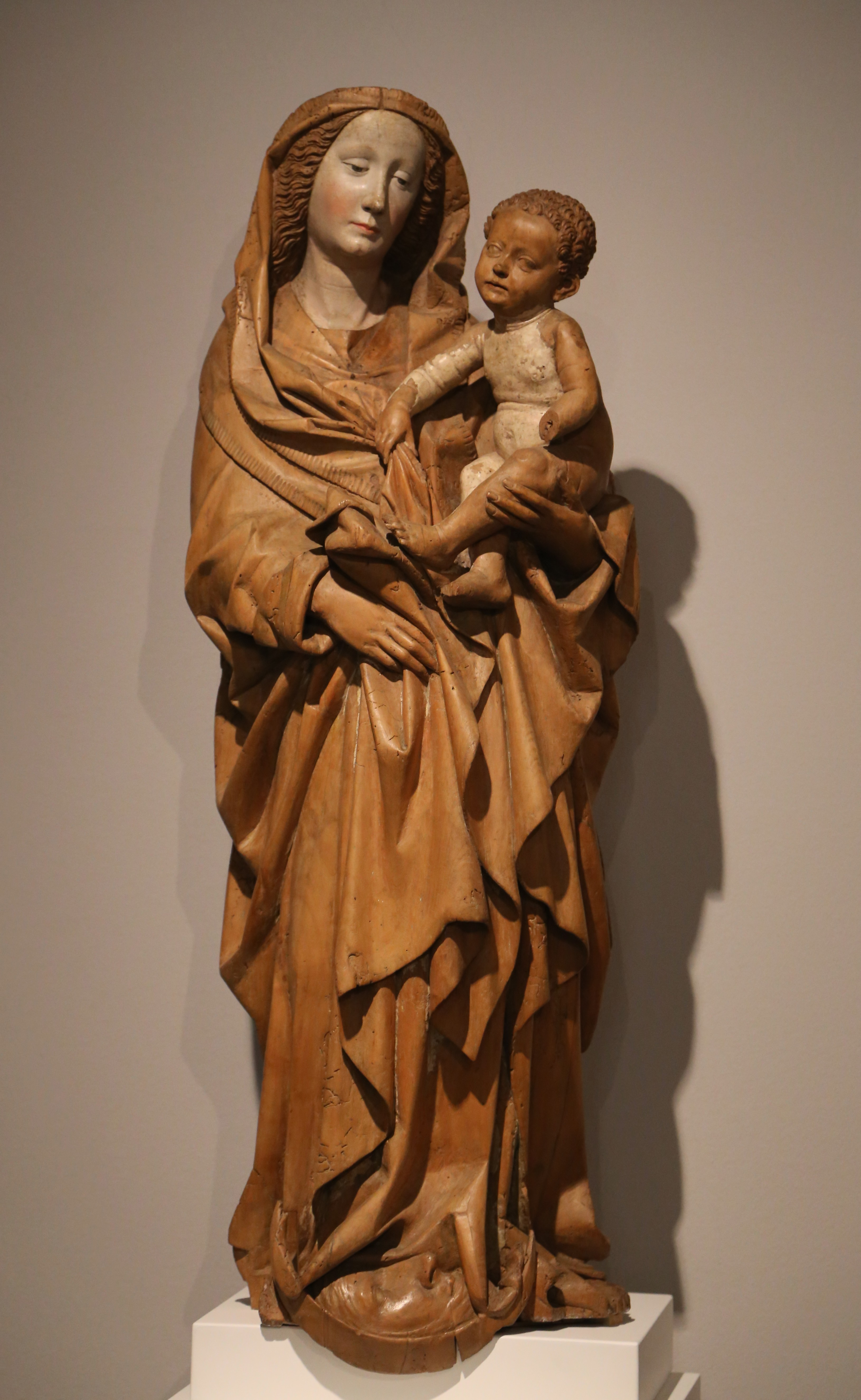
Bihlafinger Madonna

Die Bihlafinger Madonna ist eine gotische Skulptur, die dem Ulmer Bildhauer Hans Multscher (um 1400–1467) zugeschrieben wird. Sie ist im Museum Ulm ausgestellt. Die bis 1862 auf dem Hochaltar der katholischen Pfarrkirche St. Theodul von Bihlafingen, einem Stadtteil von Laupheim im Landkreis Biberach, stehende Madonna mit Kind wurde im Jahr 1923 in das Verzeichnis der beweglichen Kulturdenkmale in Württemberg eingetragen. 
Die 105 cm hohe und 40 cm breite Madonnenfigur aus Erlenholz ist vermutlich ein spätes Werk von Hans Multscher. Das Jesuskind auf dem linken Arm von Maria ergreift mit seiner rechten Hand den Schal der Mutter, die ihren weiten Mantel mit der rechten Hand rafft, sodass das Kind seinen linken Fuß darauf abstützen kann.